# Puerta del Diablo
La Puerta del Diablo es una formación rocosa y sitio turístico localizado en el distrito de Panchimalco, departamento de San Salvador, El Salvador. Su principal atractivo es la grieta formada por dos peñascos enclavados sobre el cerro El Chulo, en cuyas cimas puede observarse un amplio panorama del territorio circundante. Se encuentra situado a un kilómetro del parque Balboa.

## Origen de las formaciones rocosas
De acuerdo al historiador Jorge Lardé y Larín, ambos promontorios tomaron esa forma debido a un intenso aguacero acaecido a principios de octubre de 1762. Precisamente, el día ocho: «El Chulo, antes un cerro compacto y homogéneo, fue minado en su base por los caudales pluviales y una porción apreciable de él, en medio de un ruido hórrido y atronador, rodó por el abismo».
El topónimo Chulo significa «Lugar del desertor» o «Lugar del fugitivo»; y el apelativo «Puerta del Diablo» fue creación del poeta Raúl Contreras.

## Leyenda
Dice la leyenda que en tiempos de los colonos, la hija de uno de los terratenientes de Los Planes de Renderos, María de La Paz, fue cortejada por el mismísimo Satanás, ya que ella era muy hermosa y era apreciada por la servidumbre del lugar. El maligno la mantuvo privada de libertad en unas de las famosas cuevas que hay en el lugar. Sin embargo, nadie sabe si la encontraron con vida o si fue rescatada por su padre. Sólo fue encontrado un escapulario que María portaba en su cuello en el día que fue secuestrada por la entidad maligna o espectro.
Su padre, Rosendo Renderos (de ahí el nombre del cantón donde se ubica), decidido a no dejarla en las garras de Satanás, salió en persecución de éste cuando cayó la noche. Satanás, acosado por todos los arrendatarios del hacendado, huyó atravesando las montañas y derribando parte de ellas con un golpe.
Según la mitología debido a la forma de arco, que el fuerte golpe talló en la cordillera, fue denominada la Puerta del Diablo.

## Novela
«La puerta del diablo» es el título de una novela publicada el 24 de mayo de 2015, escrita por Mirna Castañeda, que hace referencia a hechos históricos y mitológicos en torno a las leyendas del lugar.